# Paracyclops fischeri
Paracyclops fischeri – gatunek widłonoga z rodziny Cyclopidae. Nazwa naukowa tego gatunku skorupiaków została opublikowana w 1987 roku przez zespół zoologów w składzie Najam-un-Nisa, M.S. Mahoon & M. Irfan Khan.